# Francisco van Camp

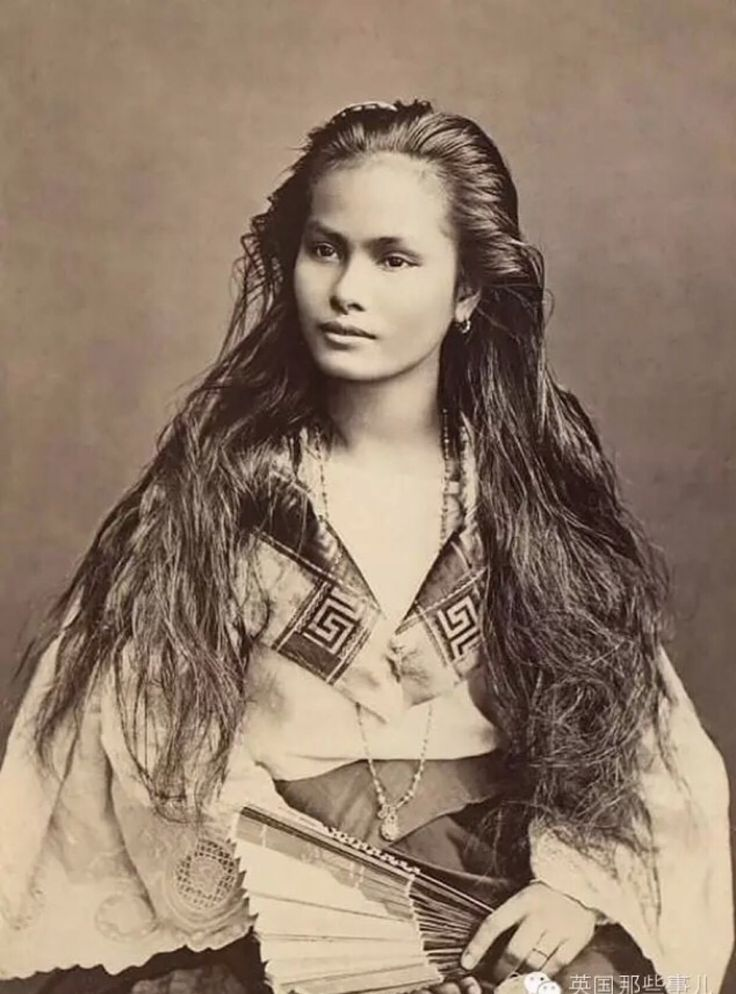
Francisco van Camp: Portrét čínsko-filipínské dívky, asi 1875

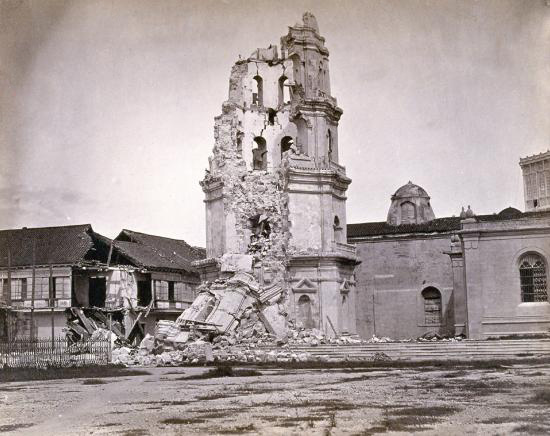
Francisco van Camp: Katedrála v Manile zničená po zemětřesení roku 1880

Francisco van Camp (1840 – ?) byl holandský fotograf se sídlem na Filipínách a jeden z průkopníků tohoto umění v asijské zemi a poté španělské kolonii v druhé polovině 19. století. Dnes známe jeho jméno ve španělské verzi, kterou si osvojil. Některé z jeho fotografií jsou dobře známé, například ta, která představuje čínsko-filipínskou dívku z roku 1875, či dokumentace následků zemětřesení v Manile v létě roku 1880.

## Životopis
Umělec holandského původu, Francisco Van Camp rozvíjel svou profesionální kariéru na Filipínách, usadil se ve městě Manile, které se během druhé poloviny 19. století stalo jedním z nejmodernějších a prosperujících španělských měst a Asii. Francisco Van Camp měl svůj ateliér v manilské čtvrti Binondo v čísle popisném 35 v historické ulici Escolta. Pokračoval v provozu fotografického ateliéru, prvního zmiňovaného na Filipínách. Studio převzal v roce 1870 po smrti jeho předchozího majitele, Brita Alberta Honnise, který jej otevřel o pět let dříve, po příjezdu do země.

## Fotografie
Jedním z jeho nejdůležitějších děl, které mu přineslo velké uznání, bylo kromě grafické dokumentace různých filipínských etnických typů také zdokumentování škody po zemětřesení, ke kterým došlo roku 1880 ve městě Manila. Jednalo se o jedno z nejničivějších otřesů zaznamenaných v historii země. Otřesy pokračovaly, s větším či menším přerušením, od 14. do 25. července, zvýrazněné třemi násilnými otřesy, které ničily kostely a další budovy a způsobily ztráty na životech. Souběžně s tektonickou aktivitou došlo ke zvýšení vulkanické aktivity sopky Taal v jihozápadním Luzonu. Mezi nejpostiženější patřily Luzonské provincie Manila, Cavite, Bulacan, Laguna, Pampanga a Nueva Ecija, přičemž největší škody utrpěla Manila a Laguna. Na mnoha místech byly budovy přeměněny na hromady ruin.
Další velmi známou Campovou fotografií je černobílý portrét mladé čínsko-filipínské dívky s názvem Mestiza de Sangley. Mestic je slovo pocházející ze španělštiny a znamená osobu, která je příslušníkem rasy, která vznikla zkřížením genů Evropana (nejčastěji Španěla) a původního domorodého obyvatele bývalých španělských kolonií, jako byla většina Jižní a Střední Ameriky, Guam a Filipíny. Jednoduše se definice používá pro míšence bělocha a Indiána.

## Výstavy a knihy
V roce 2006 proběhla výstava Filipiniana, una mirada abierta al pasado y el presente de Filipinas, por primera vez en España (Filipiniana, otevřený pohled na minulost a současnost Filipín, poprvé ve Španělsku) v Paláci Conde Duque. Autorovy práce lze najít v mnoha knihách a článcích o Filipínách, například v knížce El imaginario colonial – Fotografía en Filipinas durante el periodo español (1860-98), kterou napsal Juan Guardiola.

## Galerie

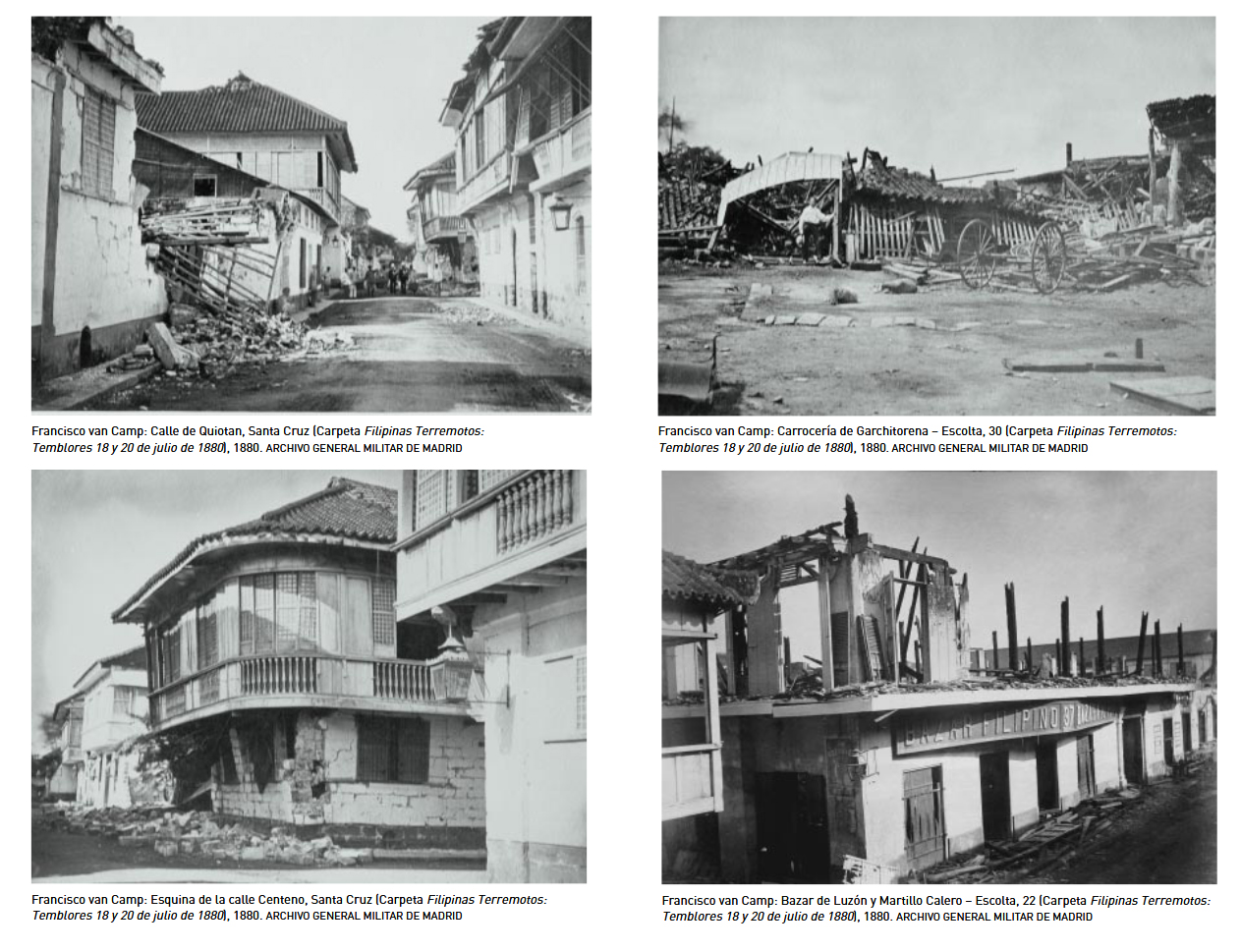
Francisco van Camp, 1880 Luzon, zemětřesení Manila, Filipíny
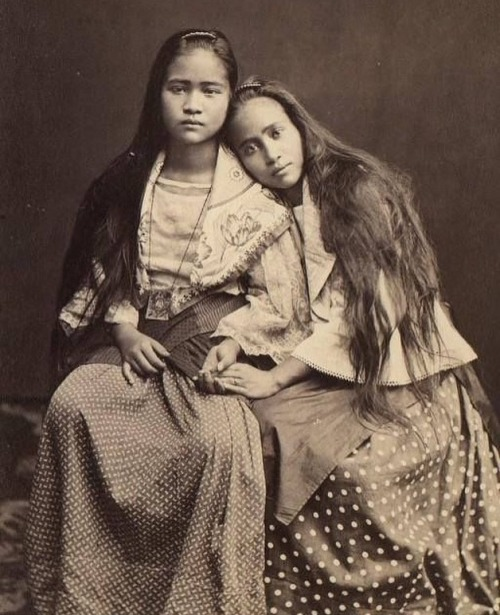
Francisco van Camp: Portrét filipínských dívek